# Johann Steffen
Johann Steffen (* 20. März 1902 in Mastershausen; † 3. Januar 1975 in Zell (Mosel)) war ein deutscher Unternehmer und Politiker (CDU).

## Leben
Steffen wurde als Sohn eines Schreinermeisters geboren. Nach dem Besuch der Volksschule in Mastershausen arbeitete er zunächst in der Landwirtschaft. 1918 begann er eine Lehre im Schreinerhandwerk, die er 1921 mit der Gesellenprüfung abschloss. Er war im Anschluss als Schreinergeselle tätig und bestand 1927 die Meisterprüfung. 1938 übernahm er den elterlichen Betrieb, den er zu einer Möbelfabrik ausbaute.
Steffen war bis 1933 als Bezirksführer in der katholischen Jugendbewegung organisiert. Er trat nach 1945 in die CDU ein und betätigte sich seit 1950 kommunalpolitisch. Von 1952 bis 1969 war er Mitglied des Gemeinderates von Mastershausen, Kreistagsmitglied des Landkreises Zell und Mitglied des Kreisausschusses. Von 1966 bis zur Auflösung des Kreises im Zuge der Kommunalen Neugliederung 1969 war er Erster Kreisdeputierter des Landkreises Zell. In dieser Funktion war er von 1967 bis 1969 kommissarischer Landrat. Nach der Neubildung des Kreises Landkreises Cochem-Zell war er bis 1970 dort ebenfalls Erster Kreisdeputierter.
Bei den Landtagswahlen 1959 und 1963 wurde Steffen jeweils über die Landesliste der CDU in den Landtag von Rheinland-Pfalz gewählt, dem er bis 1967 angehörte. Im Parlament war er von 1959 bis 1963 Mitglied des Petitionsausschusses sowie des Wirtschafts- und Wiederaufbauausschusses und von 1963 bis 1967 Mitglied des Weinbau- und Weinwirtschaftsausschusses sowie des Wirtschafts- und Verkehrsausschusses.
Johann Steffen war verheiratet und hatte drei Kinder, darunter den Sohn Herbert Steffen, der 1969 die Leitung von Steffen Möbel übernahm. Vier Tage nach seinem Tod wurde er in Mastershausen beigesetzt.

## Auszeichnungen und Ehrungen
- Verdienstkreuz 1. Klasse der Bundesrepublik Deutschland
- Freiherr-vom-Stein-Plakette des Landes Rheinland-Pfalz
- Wappenschild des Landkreises Cochem-Zell